# 内山吉太

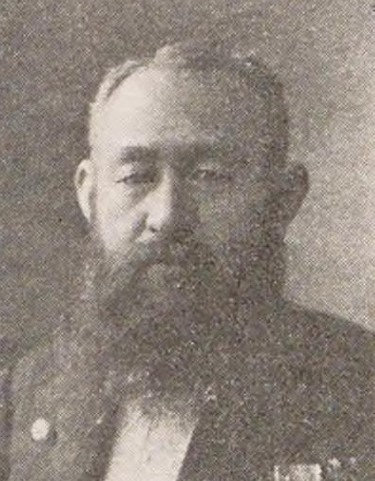
内山吉太

内山 吉太（うちやま きちた、1862年4月13日（文久2年3月15日 ） - 1935年（昭和10年）12月27日）は、日本の漁業家、政治家。衆議院議員（3期）。旧姓は金田。

## 経歴
越後国北蒲原郡西浜村で里正・金田家に生まれ、慶応元年12月（1866年）同郷の内山タケの養子となる。漢学を修めた。1877年、函館に移り北海道、樺太で遠洋漁業を経営。1895年、サガレン（樺太）漁業組合総代に選出された。
また、北海道機械網（株）監査役、東洋捕鯨（株）取締役、函館商業倶楽部会頭などを務めた。
立憲政友会の結党に参画し、同函館支部創立委員、同支部幹事となる。1902年8月、第7回衆議院議員総選挙の北海道庁函館区において平出喜三郎と戦い落選。1903年3月の第8回総選挙では再び平出喜三郎と議席を争い当選した。その後、第9回、第11回総選挙でも当選し衆議院議員を三期務めたが、1914年3月26日、刑事被告事件の上告が大審院で棄却され任期途中で議員を辞職した。これにより勲四等及び明治三十七八年従軍記章を褫奪された。